# Шиллингс, Макс фон
Макс фон Шиллингс (нем. Max von Schillings; 1868, Дюрен — 1933, Берлин) — немецкий композитор, дирижёр, театральный режиссёр и музыкальный педагог; член Национал-социалистической немецкой рабочей партии; брат фотографа Карла Георга Шиллингса (нем. Carl Georg Schillings; 1865–1921). Автор оперы «Мона Лиза» (нем. Mona Lisa).

## Биография
Макс Шиллингс родился 19 апреля 1868 года в городе Дюрене (Северный Рейн-Вестфалия), недалеко от границы с Бельгией и Нидерландами. Окончил гимназию в Бонне, где помимо прочего взял первые профессиональные уроки музыки у К. Брамбаха и О. Ф. Кёнигслёва.
Изучал право, философию, литературу и историю искусств в университете Мюнхена, но Рихард Штраус, видя в нём огромный талант, убедил молодого человека посвятить свою жизнь музыке.
Среди произведений написанных Шиллингсом до Первой мировой войны наиболее известны оперы «Ingwelde» (1894) и «Der Pfeiffertag» (1899); симфонический пролог к «Oedipus», симфонические фантазии «Meergruss», «Seemorgen», «Zwiegespr äch», «Abenddä mmerung».
В 1908 году Шиллингс работал в городе Штутгарте у Вюртембергского князя в чине генерал-музик-директора, который и пожаловал ему титул дворянина.
С 1910 по 1920 год занимал пост председателя Всегерманского музыкального союза.
В октябре 1911 года он был назначен почётным доктором философии на философском факультете в Университете города Гейдельберга.
В 1919 году Макс фон Шиллингс дирижировал Берлинским филармоническим оркестром на премьере скрипичного концерта Курта Аттерберга.
С 1919 по 1925 год Шиллингс — главный дирижёр Берлинской государственной оперы.
Начиная с 1926 года Шиллингс руководил музыкальными «Лесными фестивалями» в Сопоте.
С 1932 года до самой смерти занимал должность президента Прусской академии искусств в Берлине.
Макс фон Шиллингс скончался 24 июля 1933 года в столице Третьего рейха городе Берлине. Вместе со Штраусом и Тюйе Шиллингс считался центральной фигурой Мюнхенской композиторской школы.
Шиллингс известен и как музыкальный педагог, среди его наиболее известных учеников: Пауль фон Кленау, Вильгельм Фуртвенглер и Роберт Хегер, который в середине XX века возглавил Высшую школу музыки и театра в городе Мюнхене.

## Личная жизнь
1 октября 1892 года Макс Шиллингс женился на своей кузине Каролин (нем.  Kusine Caroline Josefa Peill), однако в 1923 году они развелись.
11 июня 1923 года в Шарлоттенбурге Шиллингс вновь вступил в брачный союз вместе с оперной певицей Барбарой Кемп (нем. Barbara Kemp; 1881–1959).

## Избранные произведения

### Оперы
- «Ингвельде» (1894, Карлсруэ),
- «День музыканта» (1899, Шверин; 2-я ред. 1931, Берлин),
- «Молох» (1906, Дрезден),
- «Мона Лиза» (1915, Штутгарт)[2].

В честь оперы Шиллингса «Ингвельде» и её героини назван астероид (561) Ингвельда, открытый в 1905 году немецким астрономом Максом Вольфом